# Hanauer Kreuz
Het Hanauer Kreuz is een knooppunt in de Duitse deelstaat Hessen.
Op dit mixvormknooppunt ten noordwesten van Hanau sluiten de A66 Frankfurt am Main/Fulda en de B43a de randweg van Hanau aan op de A45 Kreuz Dortmund-Nordwest/Seligenstädter Dreieck

## Verkeersintensiteiten
In 2005 reden dagelijks 91.800 voertuigen over de A45/A66 ten noorden van het Hanauer Kreuz en 45.800 voertuigen over de A45 ten zuiden daarvan. De A66 verwerkte 59.500 voertuigen ten westen van het knooppunt. De B43 telde circa 10.000 voertuigen per etmaal.

## Richtingen knooppunt
| Aansluitende wegen                                                | Aansluitende wegen | Aansluitende wegen                                     | Aansluitende wegen | Aansluitende wegen                        |
| ----------------------------------------------------------------- | ------------------ | ------------------------------------------------------ | ------------------ | ----------------------------------------- |
| richting Hanau-Nord / -Stadtmitte Erlensee / Frankfurt            |                    |                                                        |                    | richting Fulda / Kassel Gießen / Dortmund |
|                                                                   |                    |                                                        |                    |                                           |
|                                                                   |                    |                                                        |                    |                                           |
|                                                                   |                    |                                                        |                    |                                           |
| richting Hanau-Wolfgang / -Steinheim Dieburg / Frankf. Kreuz (A3) |                    | richting Aschaffenburg / Würzburg Neurenberg / München |                    |                                           |